# Eva Bildt

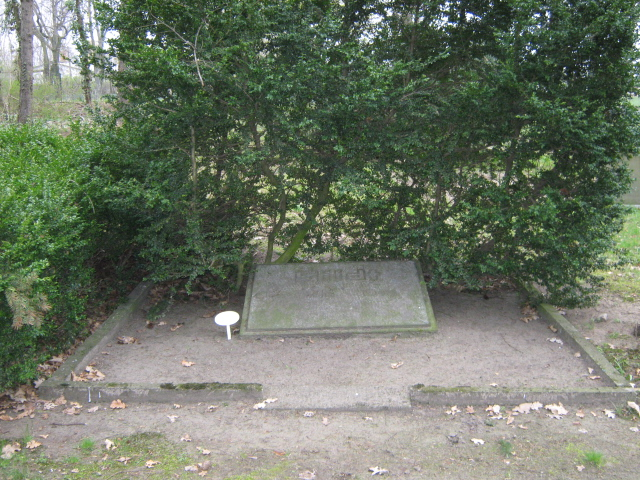
Grabstätte Eva Bildts auf dem kommunalen Friedhof in Zeesen

Eva Bildt (* 29. Januar 1916 in Berlin; † 27. April 1945 in Zeesen) war eine deutsche Schauspielerin, Chorsängerin und Sekretärin.  Eva Bildt war von 1941 bis zu ihrem Tod die Verlobte von Helmut Gollwitzer.

## Leben
Eva Bildt wurde 1916 als einziges Kind des Schauspielerehepaares Paul Bildt (1885–1957) und Charlotte Bildt geb. Friedländer (1885–1945) in Berlin geboren. Ihr Vater war einer der gefragtesten Schauspieler der Stummfilmzeit, darüber hinaus Regisseur und Theaterintendant. Als Eva Bildt geboren wurde, hatte ihre Mutter ihre aktive Bühnenlaufbahn beendet und gab Schauspielunterricht.
Nach einem heute weitestgehend nicht mehr nachvollziehbaren schulischen Werdegang verließ Eva Bildt die Schule, um Sängerin zu werden. Sie erhielt privaten Gesangsunterricht. Im Jahre 1935 wurde sie aus der Reichsmusikkammer ausgeschlossen, da sie als jüdischer Mischling galt. In den folgenden Jahren ab 1936 nahm Bildt Schauspielunterricht und erhielt 1939 in einem Zeugnis die Bühnenreife bestätigt. 1939 wohnte sie zusammen mit ihrem Vater und ihrer Mutter in der Berliner Straße 2 (heute Tempelhofer Damm 4) in Berlin-Tempelhof. Sie legte vor der Reichstheaterkammer mit Erfolg eine Abschlussprüfung für die Kunstgattung Schauspiel ab und durfte mit einer Sondergenehmigung als Rezitatorin arbeiten. Nach Entzug der Genehmigung absolvierte Eva Bildt das Pflichtjahr im Reichsarbeitsdienst und war währenddessen in verschiedenen Berliner Kindereinrichtungen beschäftigt. Nach Beendigung des Pflichtjahres war Bildt zunächst Bürokraft im evangelischen Burckhardthaus in Berlin-Dahlem, später dann bis September 1944 Sekretärin im Büro von Hanns Lilje, dem Generalsekretär des Lutherischen Weltbundes in Berlin-Lichterfelde. Eine geplante Übersiedelung in die Schweiz, verbunden mit einem Engagement am Zürcher Schauspielhaus, scheiterte im September 1943. Ab September 1944 wurde Bildt zur Zwangsarbeit bei Siemens & Halske verpflichtet, zunächst in Berlin, nur im März 1945 durch eine Versetzung in den Münchner Betrieb der Firma unterbrochen.

## Verbindung mit Helmut Gollwitzer
Nachdem Eva Bildt im August 1940 Helmut Gollwitzer kennengelernt hatte, verlobten sich beide am 25. Januar 1941. Durch Gollwitzers Einberufung in den Kriegsdienst im Dezember 1940 sah sich das Paar nur während dessen Urlaubszeiten. Bildts reger Briefwechsel mit Gollwitzer, ihr Engagement im Gemeindeleben der Dorfkirche Dahlem, sowie die Bemühungen beider, obwohl sie eine sogenannte „Halbjüdin“ war, heiraten zu können, spiegeln die tiefe Beziehung der beiden Verlobten wider.

## Tod
In den Wirren der letzten Kriegstage fand Eva Bildt bei ihrem Vater Paul Bildt in der Villa von Gustaf Gründgens in Zeesen Zuflucht, ihre Mutter Charlotte Bildt war dort am 6. März 1945 gestorben. Eva nahm sich dort einen Tag nach dem Einmarsch russischer Truppen am 27. April 1945 im Alter von 29 Jahren mit Veronal das Leben, nachdem sie Zeugin von Vergewaltigungen geworden war. Ihr Vater, der sich ebenfalls mit Veronal vergiftete, fiel ins Koma, überlebte aber.